# Oostenrijk op het Eurovisiesongfestival 1984
Oostenrijk nam deel aan het  Eurovisiesongfestival 1984, gehouden  in Luxemburg, Luxemburg. Het was de 23ste deelname van het land aan het festival.

## Selectieprocedure
De Oostenrijkse omroep koos ervoor om dit jaar opnieuw een nationale finale te organiseren om hun kandidaat aan te duiden voor het festival.
Aan deze finale deden 12 acts mee en de winnaar werd gekozen door een 250-koppige jury tussen 16 en 60 jaar.

| Volgorde | Artiest        | Lied                          | Punten | Plaats |
| -------- | -------------- | ----------------------------- | ------ | ------ |
| 1        | Sandra Wells   | " Hier ist mein lied"         | 369    | 8      |
| 2        | Martha Butbul  | "He du"                       | 352    | 9      |
| 3        | The Kids       | " Schatten der vergangenheit" | 517    | 5      |
| 4        | Andy Marek     | "Top Sekret"                  | 516    | 6      |
| 5        | Anita          | "Einfach weg"                 | 1404   | 1      |
| 6        | By Chance      | "Vogel im wind"               | 469    | 7      |
| 7        | Birgit         | "Ich bin frau"                | 270    | 10     |
| 8        | Ruth Hale      | " Ich steh' unter strom"      | 130    | 12     |
| 9        | Andreas Wörz   | " Singen is gold"             | 872    | 3      |
| 10       | Peter Jug      | "Saison"                      | 567    | 4      |
| 11       | Gitti und Gary | " Kumm hoit mi"               | 931    | 2      |
| 12       | Helmut Rudolfs | " Erste liebe"                | 204    | 11     |

## In Luxemburg
Op het festival in Luxemburg moest Oostenrijk aantreden als 13de, na Joegoslavië en voor Duitsland. Na het afsluiten van de stemmen bleek dat Oostenrijk op een 19de plaats was geëindigd met 5 punten.
Van Nederland en België kreeg het geen punten.

### Gekregen punten

#### Finale
| 12 punten | 10 punten    | 8 punten | 7 punten | 6 punten  |
| --------- | ------------ | -------- | -------- | --------- |
|           |              |          |          |           |
| 5 punten  | 4 punten     | 3 punten | 2 punten | 1 punt    |
|           | - Denemarken |          |          | - Ierland |

### Punten gegeven door Oostenrijk

#### Finale
Punten gegeven in de finale:
| 12 punten | Zweden              |
| 10 punten | Ierland             |
| 8 punten  | Frankrijk           |
| 7 punten  | Italië              |
| 6 punten  | Spanje              |
| 5 punten  | Finland             |
| 4 punten  | Denemarken          |
| 3 punten  | België              |
| 2 punten  | Verenigd Koninkrijk |
| 1 punt    | Duitsland           |

1957 · 1958 · 1959 · 1960 · 1961 · 1962 · 1963 · 1964 · 1965 · 1966 · 1967 · 1968 · 1969-1970 · 1971 · 1972 · 1973-1975 · 1976 · 1977 · 1978 · 1979 · 1980 · 1981 · 1982 · 1983 · 1984 · 1985 · 1986 · 1987 · 1988 · 1989 · 1990 · 1991 · 1992 · 1993 · 1994 · 1995 · 1996 · 1997 · 1998 · 1999 · 2000 · 2001 · 2002 · 2003 · 2004 · 2005 · 2006 · 2007 · 2008-2010 · 2011 · 2012 · 2013 · 2014 · 2015 · 2016 · 2017 · 2018 · 2019 · 2020 · 2021 · 2022 · 2023 · 2024 · 2025